# プラパワデ・ジャロエンラタナタラコン
プラパーワディー・ジャルーンラタナダラグゥーン （Prapawadee Jaroenrattanatarakoon、タイ語: ประภาวดี เจริญรัตนธารากูล, 1984年5月29日 - ）は、タイ王国ナコーンサワン県出身の女子重量挙げ選手。身長157cm、体重54kg。
元々はチャンピン・カンタティアンという名前だったが、2007年に占い師のアドバイスを受け運気を上げるために現在の長い名前に改名した。2008年北京オリンピックで、ジャークで126kgの五輪新記録を樹立し、トータル221kgで金メダルを獲得した。